# Fjodor Terentiev
Fjodor Michajlovitj Terentiev (ryska: Фёдор Миха́йлович Тере́нтьев), född 4 oktober 1925 i Padany (Ryssland), död 20 januari 1963, var en sovjetisk längdåkare som tävlade under 1950-talet. Hans största merit är ett olympiskt guld på 4 x 10 kilometer i Cortina d'Ampezzo 1956.